# Mongi Ennaïfer
Mongi Ennaïfer ou Al-Mongi Nayfar est un historien, archéologue et directeur de musée tunisien spécialiste de la céramique et de la mosaïque.

## Biographie
En 1973, il prend la direction du musée national du Bardo. 

## Publications
Il co-dirige à partir des années 1970 le Corpus des mosaïques de Tunisie.

### Ouvrages
- La civilisation tunisienne à travers la mosai͏̈que, Tunis, Société tunisienne de diffusion, 1973, 114 p.
- La cité d'Althiburos et l'édifice des Asclepieia, Tunis, Ministère des Affaires culturelles, 1976, 203 p.

### Sélection d'articles
- Mongi Ennaïfer, « Le thème des chevaux vainqueurs à travers la série des mosaïques africaines », Mélanges de l'École française de Rome, vol. 95, no 2,‎ 1983, p. 817-858 (lire en ligne). .